# Onosma bubanii
Onosma bubanii är en strävbladig växtart som beskrevs av Stroh. Onosma bubanii ingår i släktet Onosma och familjen strävbladiga växter. Inga underarter finns listade i Catalogue of Life.